# 백서향

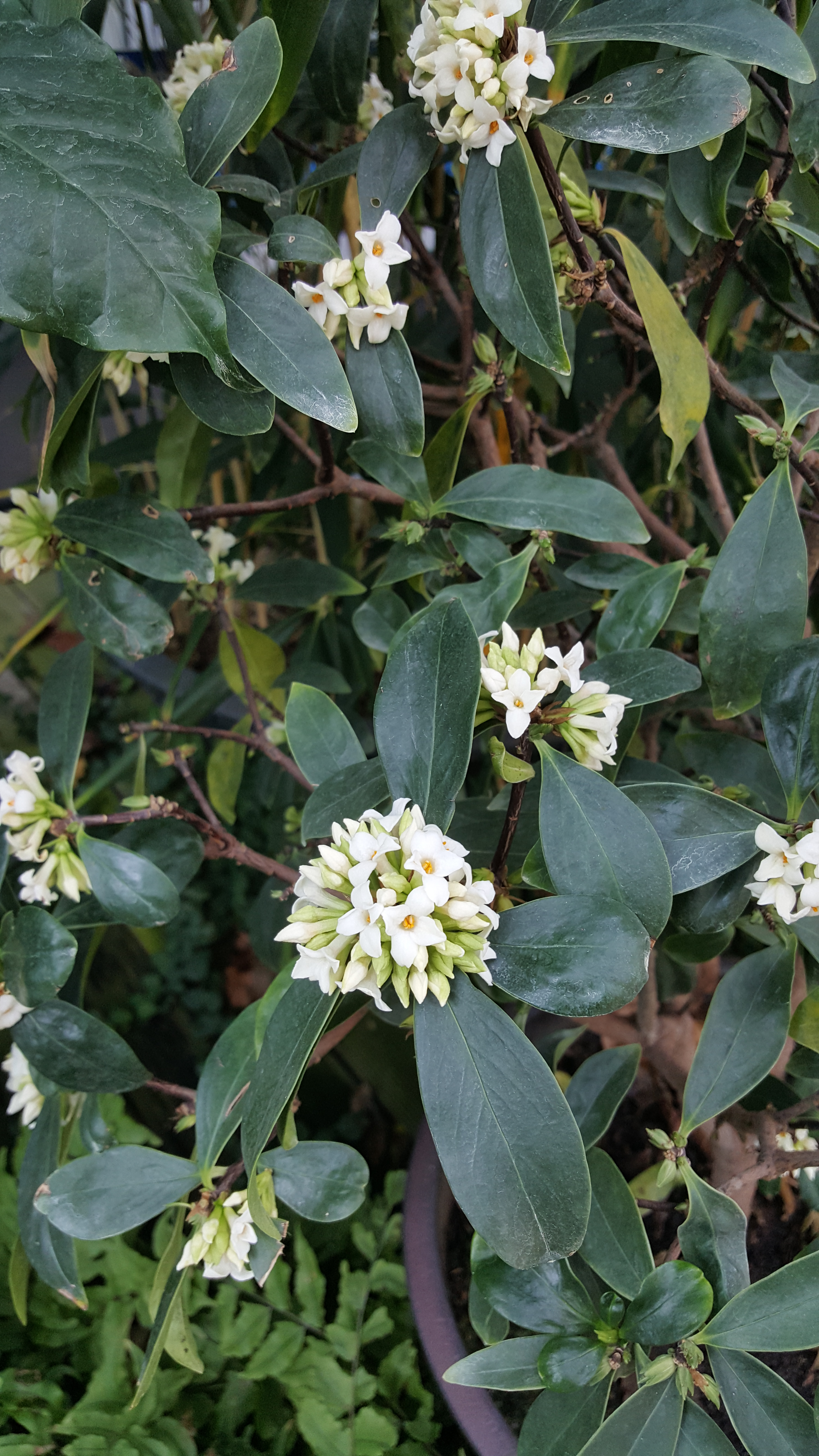
국립중앙과학관 식물관에 핀 백서향 꽃

백서향은 한반도 남부와 일본에서 자라는 꽃향기가 좋은 상록수다. 학명은 Daphne kiusiana Miq.이다. 키는 약 1.5m 정도며, 가지가 여러 갈래로 갈라지고 잎에는 윤기가 난다.  가을에 꽃봉오리가 맺혀 이듬해 3월에 별모양의 하얀 꽃을 피운다. 꽃의 향기가 독특하고 강해서 만리까지 퍼진다고 하여 흔히 ‘만리향’이라고도 부른다. 그늘에서 잘 자라며, 열매는 살과 물이 많고 둥근 모양으로 5∼6월에 붉게 익는다.

## 같이 보기
- 서향